# Terminologie van de Oud-Griekse godsdienst
De terminologie van de oud-Griekse godsdienst is ons voornamelijk gekend uit drie soorten bronnen: literaire, epigrafische en archeologische bronnen. De godsdienst van het oude Griekenland berust op een geheel van riten en praktijken. Ze mag dan ook niet worden verward met de Griekse mythologie. Deze beschrijft de mythen eigen aan de antieke Griekse wereld, die niet erg gebonden zijn aan religieuze gevoelens maar zelfs in essentie puur literair kunnen zijn, terwijl de godsdienst draait rond godsdienstige riten en praktijken in het oude Griekenland. Men moet om te beginnen beseffen dat de Oud-Griekse godsdienst geen zaak van persoonlijk geloof is. Ze is voor alles publiek en staat in betrekking met de gemeenschap, vanwaar ook haar belangrijke implicaties voor het politiek leven. In feite beperkt ze zich niet tot enkele sferen van het dagelijkse leven, maar kan ze alle aspecten omvatten. Hierdoor maken de oude Grieken geen echt onderscheid tussen het religieuze en profane domein: elk moment van het leven kon bepaald zijn door een min of meer formele rite, een gebed, een religieuze praktijk. Het is ook daarom dat de oud-Griekse kunst van een religieuze aard is.

## Het heilige
Het heilige bestaat als dusdanig niet in de oud-Griekse godsdienst. Men kan echter wel vier verwante begrippen onderscheiden in het Oudgrieks, die men niet met elkaar mag verwarren.

### ἱερός/hierós
De term ἱερός / hierós; een begrip dat reeds in de Myceense tijd werd gebruikt, kon bijna enkel gebruikt worden kon bij zaken - af en toe bij personen (bijvoorbeeld hierophantes bij de mysteriën van Eleusis) - die in nauwe verbinding stonden met een godheid of heiligdom. Het verwijst naar de zaken die toelaten om aan de noodzakelijke voorwaarden te voldoen voor het voltrekken van een rite. Het gaat hierbij om toevallige of door de omstandigheden voorgeschreven, en niet essentiële, vormen van het heilige. Aldus kon een plaats hierós worden zolang de ceremonie daar plaatsvond (de offerplaats), hetzelfde ging ook op voor een doordeweeks voorwerp (het mes om het offerdier te kelen was ook hierós) of zelfs een mens (de celebrant). I feit is de priester (ἱερεύς / hiereús) niet iemand buiten de civiele maatschappij: de priester schijnen geen aparte sociale klasse te hebben gevormd, maar eerder vervulden eerder zoiets als een administratieve functie in de oud-Griekse maatschappij. Vaak is de priester niet meer dan een functionaris gekozen door het lot of verkozen voor een of meer jaren, waarbij het priesterschap als een staatsaangelegenheid werd gezien, die vaak kortstondig was. Tijdens zijn mandaat was de priester slechts in functie tijdens liturgische handelingen. Er bestond dus niet een gehiërarchiseerde en georganiseerde oud-Griekse clerus als autonomen instelling, maar het priesterschap schijnt een essentieel publieke - zelfs politieke - aangelegenheid te zijn geweest.
Dit essentiële occasionele aspect van ἱερός / hierós helpt aldus het gesubstantiveerde meervoud τὰ ἱερά / ta hierá te begrijpen, dat afhankelijk van de context « cultushandelingen », « cultusplaatsen », « cultusvoorwerpen », of meer algemeen « zaken geheiligd aan de cultus » kon betekenen.

### ὅσιος/hósios
De term ὅσιος / hósios, die altijd in contrast moet gezien worden met hierós kan ofwel « « vroom », « heilig » of « gedesacraliseerd » betekenen. Zo is het hósios dat wat is voorgeschreven of toegelaten door het goddelijk recht. Een wezen dat door bezoedeling onzuiver is geworden, die daardoor wordt uitgesloten van de riten en de toegang ontzegt tot de téménos, wordt terug hósios nadat hij zich heeft ontdaan van alle blaam. Het gesubstantiveerde meervoud τὰ ὅσια / tà hósia (« de zaken die hósios zijn ») betekent « de goddelijke wetten », in contrast met τὰ δίκαια / tà díkaia, « de menselijke wetten » (zie ook oud-Grieks recht).

### ἅγιος/hágios
De term ἅγιος / hágios, die in de oudheid zelf zeldzaam was en is afgeleid van het werkwoord ἅζομαι / házomai (« respectueuze vrees hebben tegenover iets/iemand »), heeft slechts betrekking op zaken die in verband staan met het goddelijke en aldus onbereikbaar of transcendent zijn. Het is opvallend dat deze term in het modern Grieks gebruikt wordt om de christelijke heiligen aan te duiden.

### ἁγνός/hagnós
De term ἁγνός / hagnós, die in de oudheid vaker werd gebruikt dan hágios en ook afgeleid van ἅζομαι / házomai (« respectueuze vrees hebben tegenover iets/iemand »), wijst op de zuiverheid van zowel zaken als personen, zij het nu goden of mensen. Het karakteriseert dus datgene dat verwijderd is van het dagelijks leven en de gewone wereld door haar zuiverheid. Het staat in dit opzicht tegenover ἱερός / hierós dat slaat op zaken en personen die zich in de gewone wereld bevinden. Een plaats die definitief hagnós was, is natuurlijk de τέμενος / témenos, een naam afgeleid van het werkwoord τέμνω / témnô, « snijden », en betekent dan ook letterlijk « afgesneden ». De téménos is in feite een zone, een plaats, een plek van variërende grootte die men scheidt van het menselijke domein, aldus definitief toebehorend aan de goed. Een plaats werd vaak een téménos na een theophánia, goddelijke verschijning of manifestatie, dat zich kon uiten in een natuurfenomeen (bijvoorbeeld door een blikseminslag), een of ander voorteken, of simpelweg elke gebeurtenis of fenomeen aan welk men goddelijke oorsprong toeschreef door zuivere interpretatie. De ruimte van de témenos wordt zeer duidelijk gemarkeerd door horoi ((grens)stenen), omdat ze in geen enkel geval mag worden bezoedeld. Men kon de témenos niet betreden zonder zuiver te zijn en respect te hebben voor de verboden, die verschilden van de ene plaats tot de ander. Een Grieks heiligdom heeft daarom ook bijna altijd een téménos. Oorspronkelijk was de téménos (zoals we het aantreffen bij Homeros) ook een stuk land dat was gereserveerd voor een heros of een monarch om deze te verzekeren van inkomsten.

## Angst, vrees en schroom
Zoals de Griekse mythen bekend zijn, zo lijkt haar religie onbekend. Een van de redenen voor deze paradox komt voort uit een nog steeds niet opgelost probleem: het is niet makkelijk, bij een gebrek aan directe getuigenissen — de meerderheid van de bronnen zijn literair —, zich uit te spreken over de werkelijke aard van het geloof en religieuze gevoel van de oude Grieken. In zekere zin is het onmogelijk simpelweg te bevestigen dat de Grieken in hun mythen zouden hebben geloofd en hun een reëel verdienste toeschreven met betrekking tot hun rituele praktijken. Twee feiten komen echter naar voren uit de teksten:
- de inhoud was geaccepteerd door de Grieken van die tijd;
- de vroomheid (en niet het geloof) was reëel.

De oud-Griekse godsdienst schijnt dus niet de aanvaarding van dogma's te hebben vereist, maar eenvoudigweg respect voor de riten.
In verband hiermee moet men op het belang van angst, vrees of schroom in de oud-Griekse religie wijzen, zoals blijkt uit de verscheidene termen met σεβ / seb (gevaar, angst, veneratie) in: zo kent men de woorden σέβομαι / sébomai (vereren), σέβας / sébas (ontzag, eerbied, schaamte), σεμνός / semnós (vereerd), εὐ̓σέβεια / eusébeia (eerbiedigheid, piëteit; vroomheid), θεοσέβεια / theosébeia (godsvrucht) en ἀσέβεια / asébeia (oneerbiedigheid, goddeloosheid). Ook de term αἰδώς / aidôs (angst voor, schroom en eerbied tegenover de goden) werd vaak gebruikt.
De volgende termen hebben specifiek betrekking hebben op de eerbied voor riten: εὐ̓σέβεια / eusébeia en ἀσέβεια / asébeia. Zonder dogma is het moeilijk de notie van vroomheid te bevatten, maar bij die van de goddeloosheid daarentegen is die minder het geval. Men beschouwt haar als een gebrek aan respect met betrekking tot de riten van de polis, dat werd beschouwd als een misdaad die viel onder de rechtspraak van het tribunaal. Dus, indien de aanhangers van een nieuwe religie of god hun cultus wensten uit te oefenen binnen de polis, moesten deze hiervoor toestemming vragen, waarna het ter stemming werd voorgelegd. Op grond van deze stemming gebeurde de integratie van de god of cultus, of de uitsluiting ervan, in de polis. Het is omwille van dit soort « goddeloosheid » dat Socrates (ca. 469-399 v.Chr.) tot de doodstraf bracht, die hem werd opgelegd door de polis Athene. Deze werd in feite veroordeeld voor goddeloosheid omdat hij in zijn polis een cultus zou hebben ingevoerd zonder de religieuze en burgerlijke integratierituelen te hebben gerespecteerd. Zoals men ziet had de Griekse goddeloosheid weinig te maken met geloof. Meer zelfs, men beschouwde de excessen van « vroomheid », zoals bijgeloof, ook als goddeloosheid.
Men kan eusébeia dus het best definiëren als het tegenovergestelde van asébeia: het is het respect voor een juiste omgeving, de erkenning van de beperkingen waarbij men de goddelijke weten niet mocht verbreken (hybris). Het gaat bovenal om de voorouderlijke tradities te respecteren en aan de godheden te geven wat hun toekomt (offers, gebeden),op gevaar af deel te nemen aan de riten zonder de diepere betekenis ervan te kennen. De eusébeia is bovendien civiel (zoals gezegd is het priesterschap ook meestal een civiel ambté): elke polis wordt beschermd door een beschermgodheid. Wanneer men deze niet genoeg respect betoond, riskeert men dat deze zijn bescherming terugtrekt, wat een gevaar betekent voor alle burgers. Aldus kan men de zware straf verklaren die men Socrates gaf: door illegaal nieuwe culten te introduceren, riskeerde hij het de goden van de polis te beledigen en hun bescherming te doen verzwakken.

## Zuiverheid
De zuiverheid is in de oud-Griekse godsdienst niet moreel maar materieel. Dit is zeer belangrijk want men kan niet deelnemen aan riten of een témenos, heiligdom of niet, betreden, tenzij men rein is. De term καθαρός / katharós, dat zowel « zuiver » als « rein » betekent, is dan ook een belangrijke term in deze context. Omdat men de témenos niet mocht betreden als men ἀκάθαρτος / akáthartos (« onrein ») was, werd er een περίρραντήριον / perirrhanterion aan de ingang geplaatst. Bij sommige riten was het wassen van de handen zelfs voorgeschreven. De noties van zuiverheid en onzuiverheid hangen af van de context: iets dat in het ene geval als katharós beschouwd werd, kon in een andere context juist akáthartos zijn.
Dit is bijvoorbeeld het geval voor bloed. Dit is intrinsiek zuiver noch onzuiver, alles hangt af van de beoogde rite: het bloed van het slachtoffer is zuiver, dat van een dode dat op de aarde valt onzuiver. Het is om deze reden dat elke moordenaar, of hij nu sterfelijk is of niet, zijn smet « af te wassen » na de strijd, zelfs indien dit gedaan was uit loyaliteit of in het belang van de polis. Op eenzelfde manier zijn de dood van een verwant (zelfs niet bloederig) of het baren bronnen van bezoedeling, die de bezoedelden ervan weerhield het priesterschap op te nemen, deel te nemen aan bepaalde ceremonies en een témenos te betreden.
Men treft sporen aan van deze ambigue houding tegenover bloed aan in de mythologie:
- Orestes moet, nadat hij zich op bloedige wijze heeft gewroken op de moordenaar van zijn vader Agamemnon (wat men beschouwde als zijn plicht), boete doen voor zijn bezoedeling terwijl hij wordt achternagezeten door de Erinyen. Het is pas na een vrijspraak door Athena gevolgd door een zoektocht hem opgedragen door Apollon (dat erin bestond een beeld van Athena uit Tauris naar Athene terug te brengen) dat deze wordt gezuiverd van het bloed van zijn slachtoffers en rust vindt van de Furiën ;
- Het eiland Delos, toentertijd nog zwervend (zoals verscheidene andere mythologische eilanden), was het enige land om Leto, de moeder van Apollon en Artemis, op te nemen zodat ze zich kon neerleggen. Hera, doe nog maar eens bedrogen was door haar echtgenoot Zeus, die de vader van de tweeling was bij Leto, had aan elk land verboden haar « rivale » op te nemen. Nu het de geboorteplaats van twee goden was geworden, zorgde men ervoor dat het eiland werd vastgezet en dat Delos een heilig eiland werd. Om er zeker van te zijn dat het eiland vrij bleef van bezoedeling, vaardigde men een verbod uit dat men er noch mocht worden geboren noch sterven. Men ging hierin zelfs zo ver dat begraven lijken terug werden opgegraven, om toch maar zeker te zijn van de zuiverheid van het eiland (zie ook het artikel Apollon);
- Apollon zelf moest, nadat hij de Python had gedood, zich zuiveren van zijn moord. Het is nochtans door deze gewelddadige daad dat de god een der heiligste steden van de Griekse wereld stichtte: Delphi.

Deze ambiguïteit tussen katharós en akáthartos kon verwarring veroorzaken tussen deze twee toestanden, waarvan een toevallig klankverwantschap in het Grieks een voorbeeld van is: bezoedeling kan men met de term ἄγος / ágos aanduiden (hoewel de meest gebruikte term μίασμα / míasma is, dat is overgenomen in het Nederlands als miasma: « uitwaseming van rottende stoffen » ; « smetstof uit rottend water of moeras »), een woord dat de oude Grieken in verband brachten met ἅγιος / hágios. De erkende onzuiverheid kan, in bepaalde gevallen, een vorm van heiligheid verkrijgen. Dit is het geval voor Apollon, die toeziet op de zuiverheid maar ook op bepaalde vormen van onreinheid, zoals de pest. Op eenzelfde wijze wordt het bloed van varkens, dat bepaalde gevallen als akáthartos wordt beschouwd, gebruikt bij de mysteriën van Eleusis (esoterische culten).

## Goddelijke wezens
Sinds Hesiodos maakte men in de oud-Griekse theologie ook een onderscheid in goddelijke wezens.

### Πρωτόγενοι/ Prôtógenoi
De protogenoi (letterlijk: « eerst geborenen »; Oudgrieks: Πρωτόγενοι / Prôtógenoi of Πρωτόγονοι / Prôtógonoi; enk.: Πρωτόγενος / Prôtógenos of Πρωτόγονος / Prôtógonos) zijn de eerste goden die over de wereld heersten. De Protogenoi zijn de eerste entiteiten of wezens die ontstonden. Zij vormen de basis van ons heelal en zijn als dusdanig onsterfelijk. De Protogenoi zijn een groep van goden waarvan alle andere goden afstammen. Hoewel algemeen werd geloofd dat ze de eerste goden waren die uit Chaos ontstonden, maken sommige bronnen melding van een godenpaar die de ouders van deze Protogenoi waren. Deze godheden vertegenwoordigden verschillende natuurelementen.
Stamboom
|        |        |        |        |        |        |  |  |          |          |          |          | Chaos    |          |  |  |      |      |      |      |      |      |  |  |        |        |        |        |        |        |  |  |        |        |        |        |        |        |  |  |  |  |  |  |
|        |        |        |        |        |        |  |  |          |          |          |          |          |          |  |  |      |      |      |      |      |      |  |  |        |        |        |        |        |        |  |  |        |        |        |        |        |        |  |  |  |  |  |  |
|        |        |        |        |        |        |  |  |          |          |          |          |          |          |  |  |      |      |      |      |      |      |  |  |        |        |        |        |        |        |  |  |        |        |        |        |        |        |  |  |  |  |  |  |
| Gaea   | Gaea   | Gaea   | Gaea   | Gaea   | Gaea   |  |  | Tartarus | Tartarus | Tartarus | Tartarus | Tartarus | Tartarus |  |  | Eros | Eros | Eros | Eros | Eros | Eros |  |  | Nyx    | Nyx    | Nyx    | Nyx    | Nyx    | Nyx    |  |  | Erebus | Erebus | Erebus | Erebus | Erebus | Erebus |  |  |  |  |  |  |
| Gaea   | Gaea   | Gaea   | Gaea   | Gaea   | Gaea   |  |  | Tartarus | Tartarus | Tartarus | Tartarus | Tartarus | Tartarus |  |  | Eros | Eros | Eros | Eros | Eros | Eros |  |  | Nyx    | Nyx    | Nyx    | Nyx    | Nyx    | Nyx    |  |  | Erebus | Erebus | Erebus | Erebus | Erebus | Erebus |  |  |  |  |  |  |
|        |        |        |        |        |        |  |  |          |          |          |          |          |          |  |  |      |      |      |      |      |      |  |  |        |        |        |        |        |        |  |  |        |        |        |        |        |        |  |  |  |  |  |  |
|        |        |        |        |        |        |  |  |          |          |          |          |          |          |  |  |      |      |      |      |      |      |  |  |        |        |        |        |        |        |  |  |        |        |        |        |        |        |  |  |  |  |  |  |
| Uranus | Uranus | Uranus | Uranus | Uranus | Uranus |  |  | Ourea    | Ourea    | Ourea    | Ourea    | Ourea    | Ourea    |  |  |      |      |      |      |      |      |  |  | Aether | Aether | Aether | Aether | Aether | Aether |  |  | Hemera | Hemera | Hemera | Hemera | Hemera | Hemera |  |  |  |  |  |  |

### θεοί/ theoí
De theoi (meestal vertaald als goden; Oudgrieks: θεοί / theoí of θεαί / theaí; enk.: θεός / theós of θεά / theá) zijn machten die de grenzen van het menselijke overstijgen. Hiertoe behoren ook de Titanen en Cyclopen. Maar de bekendste groep van theoi zijn wel de Olympische goden, waarvan de meeste kinderen van Titanen zijn.

### Δαίμονες/ Daímones
De daimones (Oudgrieks: Δαίμονες / Daímones; enk.: Δαίμων / Daímôn) vormden de mindere goden, die meestal een chtonisch en theriomorf karakter hebben en waartoe ook de nymphai (Oudgrieks: νύμφαι / nýmphai; enk.: νύμφη / nýmphê) behoren.

### ἥρωες/ hḗrōes
De heroes of heroën (Oudgrieks: ἥρωες / hḗrōes; enk.: ἥρως / hḗrōs) zijn de legendarische helden of halfgoden.

### θήρες/thêres
Theres (Oudgrieks: θήρες / thêres; enk.: θήρ / thêr) waren dieren en monsters, zoals Giganten, draken, Centauren, ...

## Voetnoten
1. ↑  Merk wel op dat dit niet betekent dat priesters ook politieke macht hadden, sommigen hadden we invloed, zoals de Pythia, maar dit waren eerder uitzonderingen die de regel bevestigden.
2. ↑  mi·as·ma (het ~, ~'s), vandale.nl (2006).
3. ↑  Hesiodos, Theogonia 115; Aristophanes, Aves 685.